# Johannes-Bobrowski-Medaille
Die Johannes-Bobrowski-Medaille wurde alle zwei Jahre (zusammen mit dem ursprünglichen Berliner Literaturpreis) im Literarischen Colloquium Berlin verliehen. Mit dem nach Johannes Bobrowski benannten Literaturpreis wurden Autoren, die einen wesentlichen Beitrag zur Entwicklung der zeitgenössischen deutschsprachigen Literatur geleistet haben, gewürdigt. Der Preis war mit jeweils 20.000 DM dotiert.

## Preisträger
- 1992 Libuše Moníková und Hans Joachim Schädlich (für Die Sache mit B.)
- 1994 Erica Pedretti und Winfried G. Sebald
- 1996 Marcel Beyer und Angela Krauß
- 1998 Ingo Schulze und Reinhard Jirgl